# Курлон
Курлон (фр. Courlon) насеље је и општина у источном делу централне Француске у региону Бургоња, у департману Златна обала која припада префектури Дижон.
По подацима из 2011. године у општини је живело 74 становника, а густина насељености је износила 7,51 становника/km². Општина се простире на површини од 9,86 km². Налази се на средњој надморској висини од 340 метара (максималној 492 m, а минималној 317 m).

## Демографија
| 1962. | 1968. | 1975. | 1982. | 1990. | 1999. | 2011. |
| ----- | ----- | ----- | ----- | ----- | ----- | ----- |
| 86    | 97    | 63    | 53    | 46    | 50    | 74    |

График промене броја становника у току последњих година